# 張晳
張晳（1405年—？），字希賢，河南開封府項城縣人，明朝政治人物。進士出身。

## 生平
北京行部鄉試第十名。宣德五年（1430年）丁丑科會試第四十八名，殿試登進士第三甲第三十六名。

## 家族
曾祖張士敬。祖父張貴。父亲張均，曾任任邢臺縣學教諭。